# Moulouya
Moulouya er en 520 km lang flod i Marokko. Den har sit udspring i bjergkæden Mellematlas og løber ud i Middelhavet. Floden var østgrænsen for Spansk Marokko og Rifrepublikken. Den vigtige by Oujda med badestranden Saïdia ligger mellem Moulouya og Algeriet og tilhørte Fransk Marokko. 
Vandstanden i floden svinger ofte. Floden bruges til kunstvanding og reguleres af dæmningerne Hassan II og Mohamed V.
Et område på 3.000 hektar ved Embouchure de la Moulouya blev 15. januar 2005 udpeget til Ramsarområde